# Ферма 1 (Кентубецький сільський округ)
Фе́рма 1 (каз. Ферма 1) — село у складі Майського району Павлодарської області Казахстану. Входить до складу Кентубецького сільського округу.
Населення — 16 осіб (2021; 48 у 2009, 179 у 1999, 300 у 1989).
Національний склад станом на 1989 рік:
- казахи — 100 %

У радянські часи село називалось також Жалтир.